# Super-soldats soviétiques
Les Super-soldats soviétiques (« The Soviet Super-Soldiers » en VO, en russe : Советкие Суперсолдаты, « Sovetskiye Supersoldaty ») est le nom d'une équipe de super-héros évoluant dans l’univers Marvel de la maison d'édition Marvel Comics. Créée par le scénariste Bill Mantlo et le dessinateur Sal Buscema, l'équipe apparaît pour la première fois de façon officielle dans le comic book The Incredible Hulk (vol. 2) #258 en avril 1981.
Trois de ses membres, Darkstar, Vanguard et la Dynamo pourpre font une apparition conjointe, mais sans constituer une équipe sous ce nom, dans les épisodes 109 à 111 de la série The Invincible Iron Man en 1978.
Formation de super-héros russes constituée à l'époque de l’Union soviétique, l'équipe des Super-soldats soviétiques apparaît à plusieurs reprises au sein de différents séries Marvel, mais sans bénéficier d'une série à son nom jusqu'en 1992 ; elle apparaît alors dans Soviet Super Soldiers #1 en novembre 1992, dessinée par Angel Medina (en) et Jeff Albrecht, mais qui ne connaîtra pas de second numéro.

## Inspirations et influences
L'origine de l'équipe des Super-soldats soviétiques réside dans un souci d'internationaliser l'univers Marvel servant de cadre aux différents récits de Marvel Comics et notamment dans un contexte de guerre froide de proposer un alter ego soviétique aux équipes américaines.
On retrouvera ce jeu d'inspirations réutilisées dans des œuvres plus récentes tel que le film Guardians (2017) de Sarik Andreassian.

## Historique de la publication et biographie du groupe

### Premières apparitions
L’équipe apparaît pour la première fois dans un épisode de la série Iron Man (épisode « Moonrise ! ») en avril 1978 à travers l’intervention de trois de ses membres : Darkstar (déjà apparue dans l’épisode 6 des Champions en août 76) ; son frère Vanguard et la Dynamo pourpre (Dimitri Bukharin). Ces deux derniers apparaissent pour la première fois.
Abattus par une attaque sonique lors d’une patrouille au-dessus la Sibérie, les trois se retrouvent confrontés à Iron Man et au Valet de cœur, eux-mêmes victimes d’un accident analogue lors d’une poursuite du Super-Body (un androïde créé par Kang). La tension monte entre les deux groupes avant qu’ils ne découvrent l’objet ayant causé les deux accidents. Cet appareil se réactivant, il ouvre un portail dans lequel s’engagent seuls les deux héros américains.
On retrouve l'équipe quasiment au complet (à l’exception de l’Homme de titanium) aux côtés de leur fondateur, le professeur Piotr Phobos, dans les épisodes 258 et 259 de la série Hulk (« To Hunt the Hulk ! » et « The Family That Dies Together...! »).
On les revoit plus tard au cours d'une mission pour les services secrets soviétiques, dans une région de Sibérie nommée la « Zone interdite » où ils doivent neutraliser Sergeï Krylov, un super-vilain maîtrisant la radioactivité connu sous le nom de la Présence, associé à Tania Belinski (le Gardien rouge). A cette occasion, l'équipe se retrouve face à Hulk, abandonné en Sibérie par l’aviation soviétique à la suite d'un combat en Afghanistan, alors que le Titan vert était poursuivi par l’armée américaine. Alertée par le combat entre l’équipe soviétique et le héros américain, la Présence utilise ses pouvoirs pour se défaire des protagonistes, en redonnant notamment à Hulk et à la Grande ourse leurs formes humaines respectives. Ils sont finalement libérés par le professeur Phobos.
Découvert par Vanguard, celui-ci arrive sur place pour contrer la Présence. Une fois les Super soldats soviétiques réunis et Hulk libéré, Piotr Phobos revient sur les origines de l’équipe et son rôle dans la mise à disposition d’une équipe de super héros russes pour le pouvoir soviétique.
Phobos dévoile les plans de la Présence et du Gardien rouge ; il s’associe à Hulk pour concevoir un appareil capable d’annihiler la puissance radioactive de la Présence. Au moment d’affronter Hulk et le professeur russe, la Présence détecte l’usage réel de l’appareil conçu par le professeur Phobos, qui sert en réalité à capter l’énergie des deux supers humains radioactifs, de même qu’à capter l’énergie des héros mutants Darkstar et Vanguard dont le savant révèle la filiation avec la Présence, qui les croyait morts. L’objectif de Phobos était de capter l’ensemble de l’énergie à son profit au moyen d’une armure comme catalyseur, afin de disposer d’un pouvoir suffisant pour se retourner contre le gouvernement et prendre le pouvoir en URSS.
Les Super-soldats soviétiques s’associent alors à Hulk, la Présence et au Gardien rouge pour battre Phobos. Hulk et la Grande ourse parviennent à l’extraire de son armure après que Darkstar et Vanguard aient éteint la machine permettant de capter l’énergie radioactive. Mais la nécessité d’évacuer loin de la Terre la surcharge d'énergie provoquée par l’action de Phobos conduit le couple à disparaître dans l’espace, afin de disperser l’énergie radioactive.

### Apparitions suivantes
L'équipe des Super-soldats soviétiques réapparaît à différentes reprises comme un opposant aux équipes de super-héros américains, afin de proposer un protagoniste aux développements narratifs sur le territoire soviétique, puis russe, mais aussi pour illustrer la fin de l'URSS au sein des récits Marvel.

### Épilogue et fusion avec une autre équipe
Après avoir exclu la Dynamo pourpre de l'équipe en raison de crimes délibérés commis pour faire inculper les X-Men, et à cause de la mort de Gremlin, alors porteur du costume de l'Homme de titanium, lors de la première guerre des armures menée par Iron Man, les trois héros restants des Super-soldats soviétiques fusionnent avec l'équipe de mutants russes des Exilés.
Ce regroupement rejoindra alors l'équipe des Soviets suprêmes (« Supreme Soviets (en) ») devenus ensuite le Protectorat du peuple (People's Protectorate (en)) pour former la Garde hivernale (Winter Guard).

## Membres
- Le professeur Piotr Phobos (créateur)
- La Grande ourse (« Ursa Major » en VO, Mikhail Uriokovitch Ursus)
- Darkstar (Laynia Petrovna)
- Le Gremlin (Kondrati Topolov), également sous l'identité de l’Homme de titanium ; rejoint l’équipe à partir du #46 de la série ROM, dans l'épisode « Bestiary! »
- La Dynamo pourpre (Dimitri Boukharine)
- Vanguard (Nicolai Krylenko)

## Publications de l'équipe

### En version originale
The Invicible Iron-Man :
- #109, « Moonrise ! », avril 1978,
- #110, « Sojourners Through Space ! », avril 1978
- #111, « The Man, the Metal, and the Mayhem ! », avril 1978,

The Incredible Hulk :
- #258, « ...To Hunt the Hulk ! », avril 1981
- #259, « The Family That Dies Together...! », mai 1981
- #277, « What Friends Are For! », novembre 1982

Marvel Super Hero Contest of Champions (en) :
- #1, « A Gathering of Heroes », juin 1982

ROM :
- #44, « It Takes Two to Tango ! », juillet 1983
- #45, « Cry, The Mother Country ! », aout 1983
- #46, « Bestiary ! », septembre 1983
- #65, « Total War, Part 14: Doomsday », avril 1985

Marvel Team-Up :
- #134, « The Boys Night Out ! », octobre 1983

X-Men VS The Avengers :
- #1, « Justice for all ! », avril 1987
- #2, « Uneasy Allies », mai 1987
- #3, « The Soviets Strike Back ! », juin 1987

Captain America :
- #352, « Refuge », avril 1989
- #353, « The Great Bear », mai 1989
- #355, « Missing Person », juillet 1989

Soviet Super Soldiers :
- #1, « The Red Triangle Agenda », novembre 1992

Starblast :
- #1, « Once In A Blue Moon », janvier 1994

What If...? :
- #110, « What if Colossus Had Never Joined the X-Men ? », juillet 1998

Exiles :
- #84, « Back in the Saddle », septembre 2006

Wolverine First Class :
- #7, « Zone of Alienation (Part 1) », novembre 2008
- #8, « Zone of Alienation (Part 2) », décembre 2008

Ultimate Fantastic Four :
- #49, « Ghosts (Part 3) », février, 2008

House of M: Civil War :
- #2, « Revolution », décembre 2008

Iron Man & The Armor Wars :
- #2, « The Big Red Machine », novembre 2009

### En version française
- Dans la série « L’invincible Iron Man » publiée dans Strange no 111 (mars 1979), éditions Lug.
- Dans Un Récit Complet Marvel (RCM) no 3 (août 1984), éditions Lug.

traduction de : (en) Mark Gruenwald, Bill Mantlo, Steven Grant, Bob Layton, Marvel Super Hero Contest of Champions (en) #1 (juin 1982), Marvel Comics.
- Dans le RCM no 18, « X-Men contre Vengeurs » (mai 1988), éditions Lug[9].

traduction de : (en) Roger Stern, Marc Silvestri, Josef Rubinstein, « Justice For All! », The X-Men vs. The Avengers #1 (avril 1987), Marvel Comics.